# Todd Parr
Todd Parr (9 de julio de 1962) es un escritor e ilustrador de cuentos infantiles estadounidense. Parr creció en Rock Springs, Wyoming y más tarde se trasladó a San Francisco en 1995, donde siguió una carrera como artista. También ha trabajado como auxiliar de vuelo antes de convertirse en un escritor de dedicación exclusiva.
En junio de 2004 el programa de televisión preescolar creado por él, ToddWorld, fue premiado en TLC y Discovery Kids.

## Premios

### Libros
- 2001 Premio Parenting Publications por Está bien ser diferente[4]
- 2001 Premio Oppenheim Toy Portfolio Gold Award por The Feelings Book[5]
- 2002 Premio Oppenheim Premios de Oro de Carpeta de Juguete por The Daddy Book, The Mommy Book, Going Place[6][7][8]
- 2004 Premio National Parenting Publications Honor por Otto Has a Birthday Party[9]
- 2004 Premio Oppenheim Toy Portfolio Gold Award por The Family Book[10]
- 2009 Premio National Parenting Publication por The I LOVE YOU Book[11]
- 2010 Parents' Choice Award por The Earth Book[12]
- 2011 Premio Green Earth Book por The Earth Book[13]
- 2012 Premio Family Equality Council[14]

### Televisión
- Premio iParenting Media por ToddWorld
- 2005 Nominación a un Daytime Emmy porToddWorld[15]
- 2005 Nominación a un Humanitas Prize para el episodio de ToddWorld  "¿Quién es tu mejor Amigo?